# Thalassironus britannicus
Thalassironus britannicus is een rondwormensoort uit de familie van de Ironidae. De wetenschappelijke naam van de soort is voor het eerst geldig gepubliceerd in 1889 door de Man.